# Blauwvoetgent

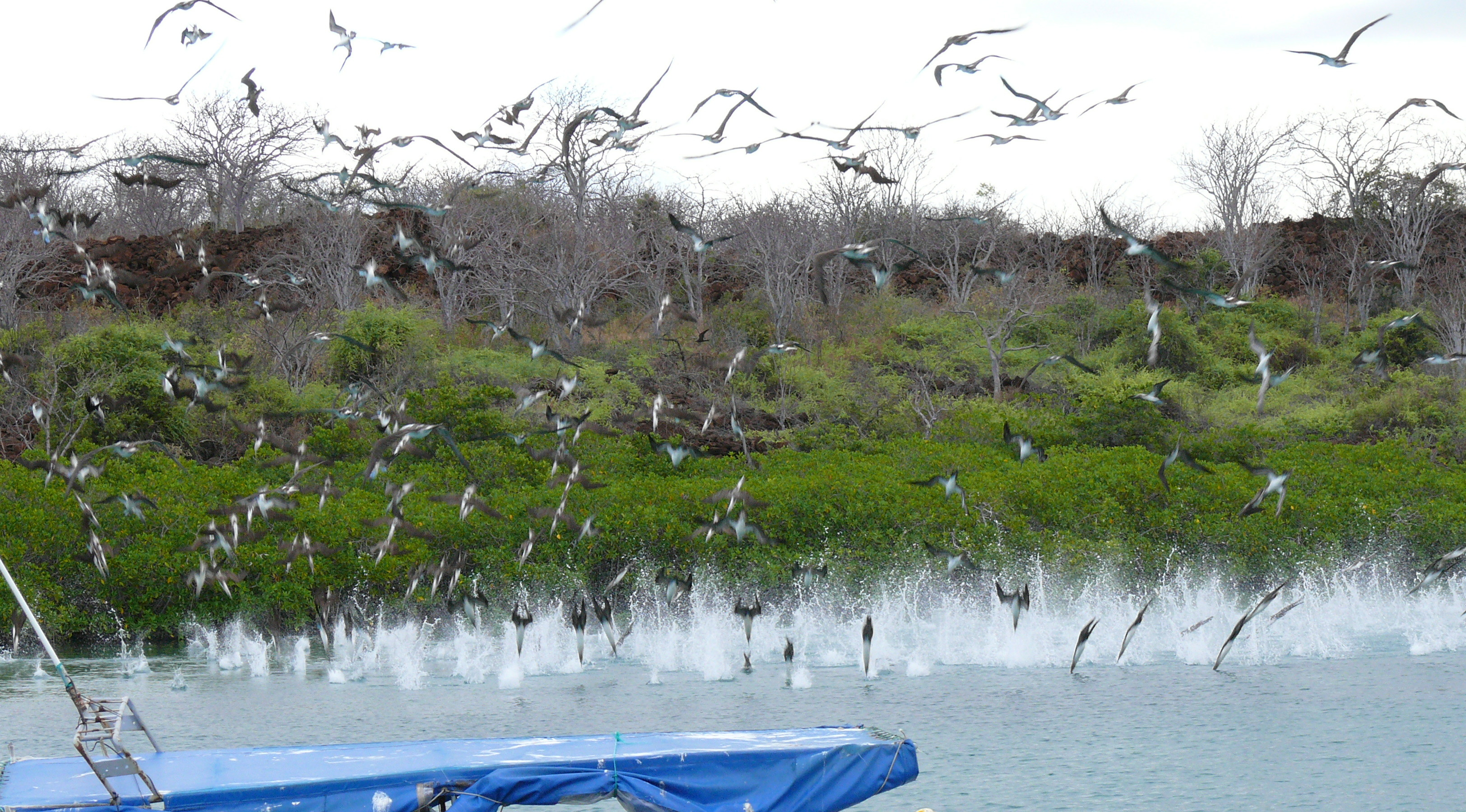
Gezamenlijke jacht

De blauwvoetgent of blauwpootgent (Sula nebouxii) is een zeevogel uit de familie van de genten (Sulidae).

## Kenmerken
De vogel is, evenals sommige andere eilandvogels, zeer tam. Hij heeft niet het angstinstinct dat vogels van het vasteland hebben, die aangepast zijn aan predatie door zoogdieren. Hij heeft niet alleen blauwe poten maar ook een blauwe snavel, een sigaarvormig lichaam met een gestreepte kop, een lange, puntige staart en lange, smalle vleugels, die bij een stootduik naar achteren worden gevouwen. De vogel is ongeveer even groot als een gans (1,5 tot 2 kg en 80 tot 85 cm lang). De vrouwtjes zijn groter dan de mannetjes.

## Voortplanting

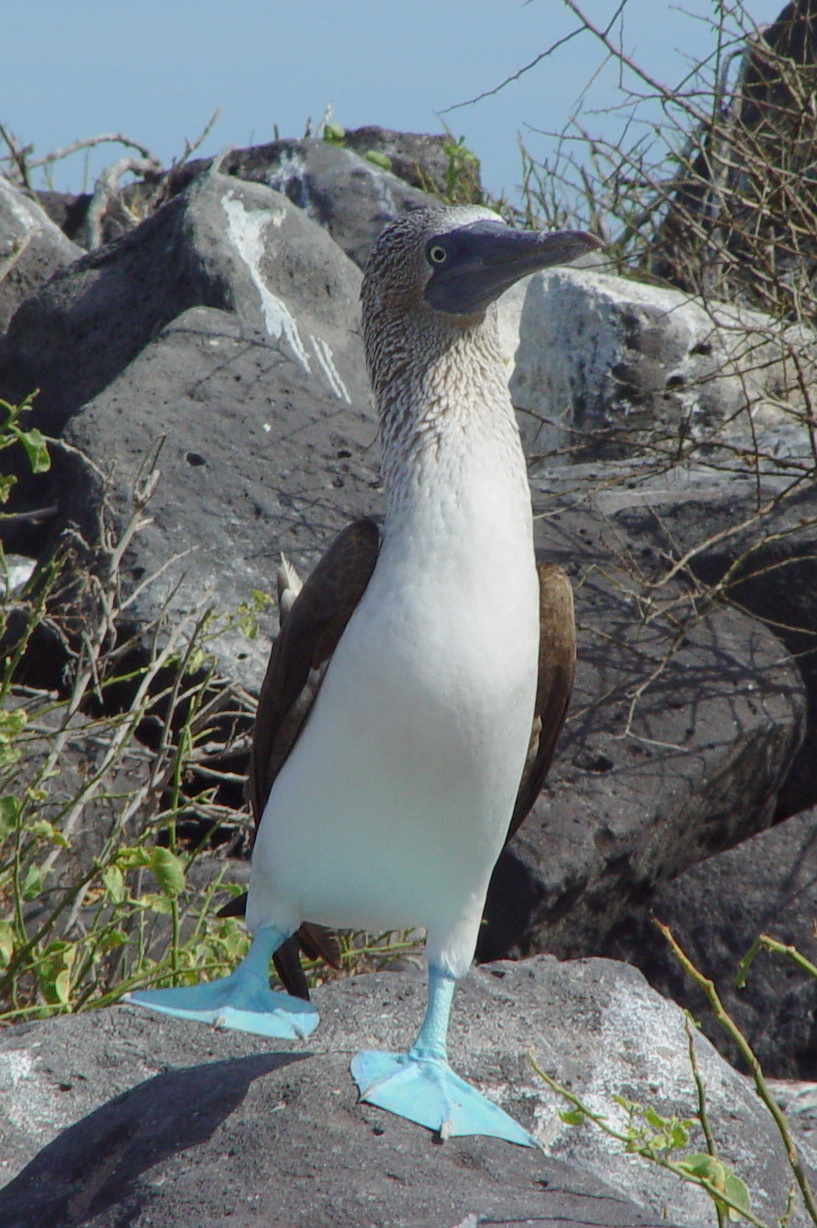
Baltsend mannetje

De blauwvoetgent is een min of meer monogaam dier. Het baltsen gaat als volgt: het mannetje maakt indruk op het vrouwtje door met zijn voeten te stampen, met zijn vleugels te fladderen en zijn snavel in de lucht te steken. De mannetjes met de meest blauwe voeten vindt het vrouwtje het aantrekkelijkst. Wanneer het vrouwtje onder de indruk is paradeert ze een paar keer heen en weer waarna tot de paring wordt overgegaan. Nadat de - meestal 2 of 3 - eieren gelegd zijn, wisselen de vader en moeder elkaar af tijdens het broeden. Na 45 dagen komen de eieren uit. Hierna blijven de kuikens zo'n 4 maanden bij de ouders. Ze worden gevoederd met voorverteerd voedsel uit de bek van de ouders. Het oudste jong komt zo'n 4 dagen eerder uit het ei dan het volgende. Het oudste jong heeft hierdoor een groeivoorsprong en reageert agressief op de andere jongen door ze te pikken. De jongsten krijgen ook minder eten, maar krijgen later een groeispurt waardoor alle jongen ongeveer even sterk zijn bij het uitvliegen. Bij een voedseltekort kan het oudste kuiken wel overgaan tot het doden van de jongere. De ouders grijpen daarbij niet in. Het latere succes bij de oudste en de jongsten van het nest is nagenoeg hetzelfde.
De blauwe poten van de vogel spelen een belangrijke rol bij de partnerkeuze: mannetjes met heldere blauwe poten maken meer kans op paren dan andere. Onderzoek wees uit dat een jaar zonder nakomelingen de blauwe kleur zou versterken doordat de vogel zo weer op krachten kan komen.

## Verspreiding
De soort komt vooral op de Galapagoseilanden voor, maar ook van West-Mexico tot het noordwesten van Zuid-Amerika.
Het natuurlijke broedgebied van de blauwvoetgent zijn de droge, tropische en subtropische eilanden voor de Pacifische kust van Zuid-Amerika van Peru tot Mexico inclusief de Galapagoseilanden. De vogel geeft hiervoor de voorkeur aan rotsachtige gebieden langs de kust. Het broeden is niet seizoensgebonden. De blauwvoetgenten leggen eens in de acht à negen maanden eieren.
In 2012 werd het aantal blauwvoetgenten op ruim 6400 geschat, wat een derde minder is dan het aantal dat in de jaren zestig werd waargenomen.
De soort telt twee ondersoorten:
- S. n. nebouxii: van de Pacifische kust van zuidelijk Californië tot Peru.
- S. n. excisa: op de Galapagoseilanden.

## Voeding
Het dieet bestaat alleen uit vis. De blauwvoetgent voedt zich met sardines, ansjovis, makreel, vliegende vis, inktvis en slachtafval. De vogels duiken vanuit hun vlucht de oceaan in en zwemmen onder water achter hun prooi aan. De blauwvoetgent jaagt in groepsverband. Wanneer de aanvoerder een vis in het water ziet, geeft hij een signaal naar de rest van de groep en tegelijkertijd duiken ze naar beneden om de vis te vangen. Uiteraard is degene die een vis vangt degene die hem opeet en er wordt niet gedeeld. De vogels eten van 's morgens vroeg tot laat in de middag. Ze kunnen van een hoogte van 100 meter het water induiken en kunnen 25 meter diep duiken. Ze kunnen de vis eten terwijl ze nog onder water zijn. Soms zwemt de blauwvoetgent zijn prooi onder water achterna. Mannetjes en vrouwtjes jagen anders. Het mannetje is kleiner maar heeft een grotere staart waardoor hij in dieper water kan vissen. Het vrouwtje is groter en kan daardoor meer voedsel dragen.

## Blauwe kleur van de voeten
De kleur van de voeten is afkomstig van pigmenten die ze binnen krijgen door het eten van vis en kan veranderen van een licht turquoise naar een diepe aquamarijn kleur. De mannetjes en jonge vogels hebben een lichtere kleur voeten dan de vrouwtjes. De pigmenten uit hun voeding fungeren als antioxidanten en zijn bevorderlijk voor de immuunfunctie van de blauwvoetgent. De kleur is een indicatie van de immunologische toestand van de vogel en geeft duidelijk zijn gezondheidstoestand aan. Aan de voeten van de blauwvoetgent kan dus snel gezien worden hoe het met de vogel gesteld is en of hij voldoende voedsel heeft.